# Тамарі Девіс
Тамарі Девіс (англ. Tamari Davis; нар. 15 лютого 2003) — американська легкоатлетка, яка спеціалізується на спринті.

## Спортивні досягнення
Чемпіонка світу з естафетного бігу 4×100 метрів (2023).
Чемпіонка Світових естафет з естафетного бігу 4×100 метрів (2024).
Бронзова призерка чемпіонату США з бігу на 100 метрів (2023).